# Сонгеръярви
Со́нгеръя́рви (фин. Songerjärvi) — озеро на территории Лоймольского сельского поселения Суоярвского района Республики Карелия.
Площадь озера — 1,9 км². Располагается на высоте 154,5 метров над уровнем моря.
Форма озера лопастная. Берега сильно изрезанные, каменисто-песчаные, местами заболоченные.
С южной стороны из озера вытекает ручей, втекающий в озеро Лоймоланъярви.
В озере не менее четырёх островов различной площади, однако их количество может варьироваться в зависимости от уровня воды.
С запада, юга и востока от озера проходит просёлочная дорога местного значения без наименования.
Населённые пункты возле озера отсутствуют. Ближайший — посёлок Лоймола — расположен в 9 км к югу от озера.
Код объекта в государственном водном реестре — 01040300211102000014121.